# Krummer See (Ladenthin)
Der Krumme See ist ein See bei Ladenthin im Landkreis Vorpommern-Greifswald in Mecklenburg-Vorpommern.
Das etwa einen Hektar große Gewässer befindet sich im Gemeindegebiet von Grambow, zwei Kilometer südwestlich vom Ortszentrum in Ladenthin entfernt. Der See hat keine natürlichen Ab- oder Zuflüsse. Die maximale Ausdehnung des Krummen Sees beträgt etwa 200 mal 70 Meter.